# The Fear (Lily Allen)
The Fear è una canzone della cantante britannica Lily Allen, pubblicata come primo singolo estratto dal suo secondo album It's Not Me, It's You. Il brano è stato scritto da Lily Allen e Tom Cullimore.
Nonostante la canzone fosse apparsa sul MySpace della cantante ad aprile, è stata presentata ufficialmente soltanto il 1º dicembre 2008 durante uno show radiofonico su BBC Radio 1.
Inoltre la canzone fu nominata ai BMI awards nel 2010 e vinse

## Il video
Il video musicale del brano è stato presentato in anteprima su Channel 4 il 4 dicembre 2008 Il video è stato girato a Wrest Park in Bedfordshire. Nel video Lily Allen è all'interno di quello che dal di fuori sembra una normale roulotte, mentre all'interno è un ambiente enorme e lussuoso.
È stato creato un videogame on-line ispirato e ambientato nel luoghi del video di The Fear; inoltre la colonna sonora del gioco è proprio la canzone in questione.

## Tracce
CD singolo
1. The Fear
2. Fag Hag

Vinile 7"
1. The Fear
2. Kabul Shit

EP
1. The Fear
2. Fag Hag
3. Kabul Shit
4. Fuck You

## Classifiche
| Classifica (2009)                  | Posizione massima |
| ---------------------------------- | ----------------- |
| Australia                          | 3                 |
| Austria                            | 20                |
| Belgio (Fiandre)                   | 6                 |
| Belgio (Vallonia)                  | 5                 |
| Brasile                            | 21                |
| Canada                             | 33                |
| Cile                               | 11                |
| Danimarca                          | 20                |
| Europa                             | 3                 |
| Finlandia                          | 14                |
| Francia                            | 15                |
| Germania                           | 12                |
| Giappone                           | 9                 |
| Irlanda                            | 5                 |
| Nuova Zelanda                      | 14                |
| Paesi Bassi                        | 29                |
| Regno Unito                        | 1                 |
| Svezia                             | 30                |
| Svizzera                           | 14                |
| U.S. Billboard Hot 100             | 80                |
| U.S. Billboard Pop 100             | 39                |
| U.S. Billboard Hot Dance Club Play | 1                 |